# Gaussia asymmetrica
Gaussia asymmetrica is een eenoogkreeftjessoort uit de familie van de Metridinidae. De wetenschappelijke naam van de soort is voor het eerst geldig gepubliceerd in 1988 door Björnberg T.K.S. & Campaner.